# Poikilitisch
Poikilitisch (Engels: poikilitic) is in de petrologie een aanduiding van een textuur bij stollingsgesteente, die bestaat uit kleine kristallen volledig omsloten door grotere kristallen. De grotere kristallen worden oikocrysten of poikiloblasten genoemd.
Hoewel een poikilitische textuur soms ook met het blote oog te onderscheiden is, kan de textuur vaak het beste worden herkend met een polarisatiemicroscoop.
De gebruikelijke interpretatie van een poikilitische textuur is dat de kleine kristallen eerst kristalliseerden en de grotere later, waarbij ze de kleine volledig omsloten. Er zijn echter veel meer interpretaties mogelijk. De kleine kristallen kunnen bijvoorbeeld zijn ontstaan uit smeltinsluitsels in de grote kristallen, die later kristalliseerden tot een enkel kristal.

## Ofitische textuur
Een variant van een poikilitische textuur is de ofitische textuur, die vooral in mafische gesteenten voorkomt, zoals basalt of diabaas. In een ofitische textuur worden plagioklaaskristallen omsloten door grotere pyroxeenkristallen.